# کارلوس گیودیس
کارلوس گیودیس (اسپانیایی: Carlos Giudice‎; ۳ ژوئن ۱۹۰۶ – ۱۲ اکتبر ۱۹۷۹) بازیکن فوتبال اهل شیلی بود.

## باشگاهی
از باشگاه‌هایی که در آن بازی کرده‌است می‌توان به باشگاه فوتبال پنیارول و باشگاه ورزشی آئوداکس ایتالیانو اشاره کرد.

## تیم ملی
وی همچنین در تیم ملی فوتبال شیلی بازی کرده‌است.